# Сіємреап (аеропорт)
Міжнародний аеропорт Сіємреап (кхмер. អាកាសយានដ្ឋានអន្តរជាតិ សៀមរាបអង្គរ), (IATA: REP, ICAO: VDSR) — найбільший камбоджійський міжнародний комерційний аеропорт, розташований у місті Сіємреап.

## Загальні відомості
Міжнародний аеропорт Сіємреап розташований за 8 км від міста Сіємреап і обслуговує, в основному, туристів, які прилітають відвідати Ангкор — головну пам'ятку Камбоджі. Офіційне відкриття нового терміналу аеропорту відбулося 28 червня 2006 року.
Камбоджійський уряд планує будівництво нового аеропорту у 60 км від Сіємреапа.

## Технічні дані
- ЗПС 05/23 довжиною 2550 м і шириною 45 м з асфальтобетонним покриттям
- Перпендикулярна руліжна смуга довжиною 240 м, шириною 20 м (будується ще одна смуга довжиною 600 м і шириною 23 м)
- Навігаційні і світлосигнальні системи
  - VOR/DME
  - NDB
  - PAPI

## Авіалінії і напрямки
| Авіакомпанія                  | Пункт призначення |
| ----------------------------- | --- |
| AirAsia                       | Куала Лумпур |
| Asiana Airlines               | Сеул — Інчхон |
| Bangkok Airways               | Бангкок — Суварнабхумі, Ко Самуї, Пхукет                                                                              |
| Cambodia Angkor Air           | Хошимін, Пномпень, Сіануквіль, Бангкок - Суварнабхумі, Ханой                                                          |
| Cebu Pacific                  | Маніла |
| China Eastern Airlines        | Шанхай - Пудун, Куньмін                                                                                               |
| China Southern Airlines       | Гуанчжоу |
| Condor Flugdienst             | Франкфурт, Пхукет |
| Far Eastern Air Transport     | Тайбей — Таоюань |
| Jetstar Asia                  | Сінгапур |
| Korean Air                    | Пусан, Сеул — Інчхон                                                                                                  |
| Lao Airlines                  | Луангпрабанг, Пакс, В'єнтьян                                                                                          |
| Malaysia Airlines             | Куала Лумпур |
| Myanmar Airways International | Янгон |
| SilkAir                       | Дананг, Пномпень, Сінгапур                                                                                            |
| TonleSap Airlines             | Пекін, Гонконг, Гаосюн, Куала Лумпур, Нінбо, Паттая, Шанхай - Пудун, Сінгапур [з 27 грудня 2012 р.], Тайбей — Таоюань |
| T way Airlines                | Сеул — Інчхон |
| Vietnam Airlines              | Ханой, Хошімін, Луангпрабанг                                                                                          |

## Статистика
Пасажиропотік і злети-посадки станом на 2014 рік:
| Рік  | Пасажирів   | Злети-посадки |
| ---- | ----------- | ------------- |
| 2001 | 449, 690    | 12, 407       |
| 2002 | 572, 664    | 13, 605       |
| 2003 | 551, 344    | 11, 965       |
| 2004 | 799, 743    | 15, 476       |
| 2005 | 1, 038, 118 | 16, 923       |
| 2006 | 1, 360, 390 | 18, 857       |
| 2007 | 1, 732, 428 | 22, 012       |
| 2008 | 1, 531, 820 | 19, 982       |
| 2009 | 1, 255, 166 | 18, 247       |
| 2010 | 1, 581, 309 | 20, 447       |
| 2011 | 1, 826, 118 | 23, 415       |
| 2012 | 2, 223, 029 | 26, 248       |
| 2013 | 2, 663, 337 | 31, 590       |
| 2014 | 3, 018, 669 | 35, 696       |
| 2015 | 3,296,513   | 37,296        |